# Doukas
Les Doukas (en grec, masculin : Δούκας, féminin : Δούκαινα, pluriel : Δούκαι) forment une ou plusieurs familles ayant appartenu à l'aristocratie byzantine. Le nom apparaît dans les textes au IXe siècle, mais son origine est incertaine. Une branche régna sur l'Empire de 1059 à 1081. Le nom devint avec le temps synonyme de noblesse et fut associé à d'autres noms comme celui des Comnène et Doukas d'Épire et de Thessalonique. Les liens de parenté entre les générations sont souvent difficiles à établir ou douteux, de telle sorte qu'il est impossible d'affirmer avec certitude que tous les personnages ayant porté ce nom aient effectivement appartenu à une seule famille.

## Étymologie et origine
Le nom dérive probablement du terme « doux », forme grecque du titre militaire latin « dux » s’appliquant à un général commandant les forces armées dans les zones limitrophes de l’Empire. Selon l’historien Nicéphore Bryenne qui écrivait au XIe siècle et qui se réfère à la tradition, l’ancêtre de la famille aurait été un parent et associé de Constantin le Grand dont on ne connait pas le nom mais qui aurait quitté Rome lors de la fondation de Constantinople et aurait été nommé « doux » de la nouvelle capitale. Il s’agit là d’une fonction et le nom de cet individu n’est pas mentionné. En liant nom et fonction, la légende visait sans doute à illustrer l’origine noble et ancienne de cette famille.
Divers auteurs ont évoqué la possibilité d’une ascendance arménienne en faisant état d’un certain Andronic Doukas, tourmarque des Arméniaques  qui, en 792, aurait été un partisan d'Alexis Mousélé, stratège des Arméniaques, lequel fut soupçonné d'aspirer au trône, destitué et aveuglé par l'empereur Constantin VI. Il semble plus probable toutefois que les Doukas étaient des gens aisés parlant grec et possédant de vastes domaines en Paphlagonie,.
Comme il est impossible d'établir la continuité historique entre les générations qui se sont succédé entre les IXe et XIIe siècles, les chercheurs distinguent généralement trois lignées de Doukas. La première va du milieu du IXe à la fin du Xe siècle; la deuxième est constituée par les empereurs de la dynastie des Doukas au XIe siècle ; la troisième allant jusqu'au XIVe siècle regroupe ceux qui, selon une coutume en vogue à l'époque, ajoutaient à leur nom propre le nom de familles prestigieuses même si les liens avec cette famille étaient ténus et loin d’être démontrés.

## Les Doukas auIXeet au début duXesiècle
Le premier Doukas dont l'existence est attestée est un général envoyé vers 843-844 convertir de force les Pauliciens d'Asie mineure pendant la régence de l'impératrice Théodora, laquelle cherchait à rétablir l'orthodoxie pendant la crise iconoclaste. On le connaît seulement sous le nom de « Doux » ; toutefois l’historien Jean Skylitzès interpole le prénom d'Andronic, en le confondant peut-être avec le personnage du paragraphe suivant, le prénom « Andronic » étant particulièrement fréquent dans la famille. La brutalité avec laquelle les généraux conduisirent leur mission eut pour résultat une révolte des Pauliciens et leur fuite chez les populations arabes,,.

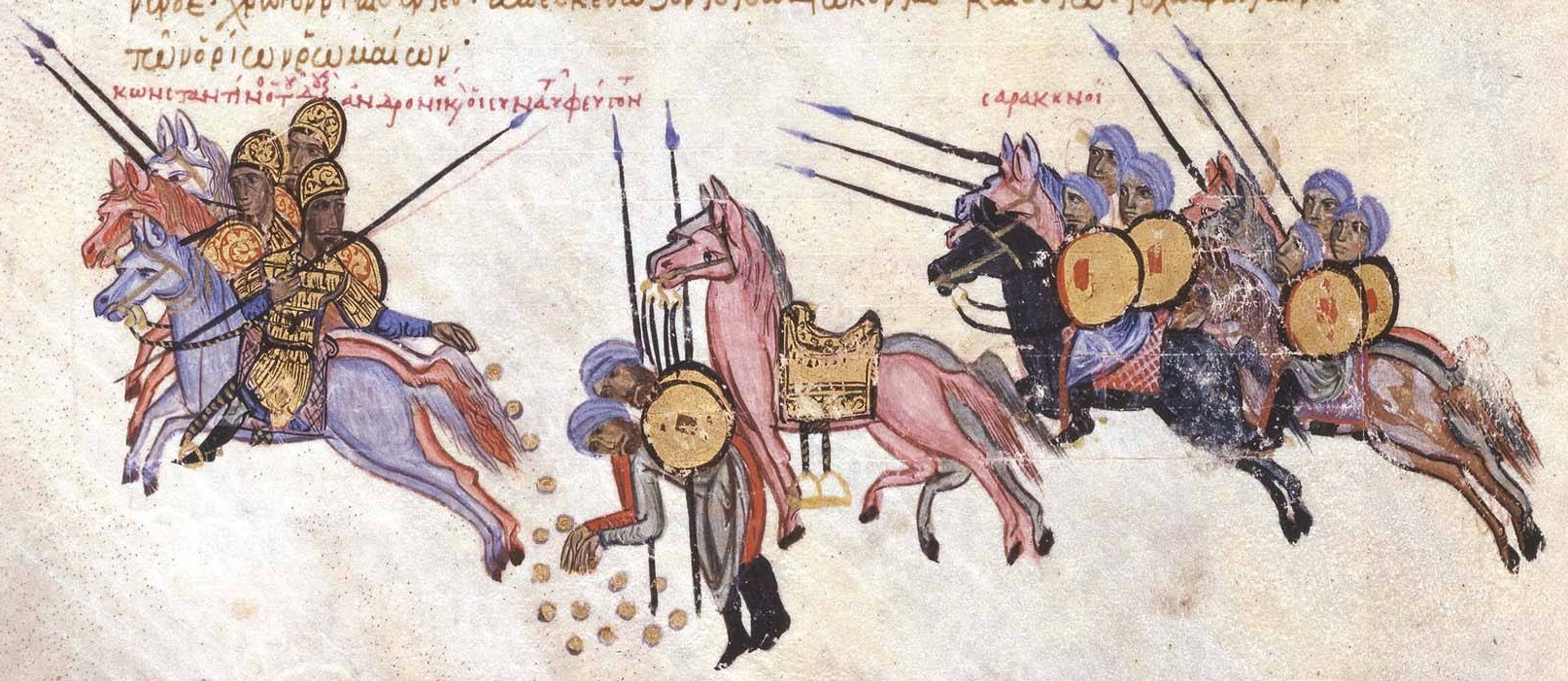
Le général Constantin Doukas s'échappant de captivité vers 908 et jetant des pièces d'or derrière lui pour retarder ses poursuivants. D'après une miniature d'un manuscrit de Jean Skylitzès, Madrid.

Sous le règne de l’empereur Léon VI le Sage (886-912), Andronic Doukas (lui aussi connu plutôt sous le nom de « Doux » que de « Doukas ») et son fils, Constantin, s'illustrèrent dans la hiérarchie militaire au cours des guerres continuelles que mena ce souverain contre les Arabes. Après avoir gagné une importante victoire contre eux à Maraş, Andronic dut se joindre à une expédition conduite par Himérios. Toutefois, il se rebella et, après s'être emparé de la ville de Kabala, près d'Iconion, fit défection. Léon VI tenta de le persuader de retourner, mais le favori de l'empereur, un jeune Arabe converti du nom de Samonas, fit en sorte que les Arabes aient vent de ces communications. Ils jetèrent alors Andronic en prison où il mourut vers 910. Constantin pour sa part parvint à s'enfuir et, revenu en grâce, occupa d'abord le poste de strategos de Charsianon et ensuite de domestique des Scholes. À la mort de Léon VI, son frère Alexandre fut nommé comme régent au nom de Constantin VII Porphyrogénète. Toutefois, le patriarche Nicolas Ier Mystikos, ami de la famille Doukas, incita Constantin à revendiquer le trône. Celui-ci entra à Constantinople avec son armée et fut proclamé empereur à l'hippodrome. Après avoir subitement changé d'avis, le patriarche prépara la résistance. La rébellion des Doukas fut réprimée par la garde impériale ; Constantin, de même que son fils Grégoire et son neveu Michel, furent tués au cours des batailles de rues qui s'ensuivirent. Étienne, le plus jeune fils de Constantin, fut castré et, avec sa mère, envoyé en exil dans le domaine familial de Paphlagonie,,.
Le dernier Doukas de ce groupe fut Nicolas Doukas dont on ignore la relation avec les précédents et qui périt à la bataille de Katasyrtai, près de Constantinople, en 917 contre les Bulgares.
Il est probable, comme le mentionne Zonaras qui écrivait au XIIe siècle, que cette branche des Doukas s'éteignit avec Constantin Doukas en 913 et que la dynastie des empereurs Doukas n'ait été reliée à ce premier groupe que de façon matrilinéaire,,.

## Les Doukas à la fin duXeet au début duXIesiècle: Andronic Lydos et ses fils
Vers la fin du Xe siècle, une deuxième famille fait son apparition, aussi appelée Lydos (« Lydiens », faisant sans doute allusion au lieu de leur origine). Elle se compose d'Andronic Doux Lydos et de ses deux fils, Christophe et Bardas, ce dernier portant également le sobriquet de Mongos (l'enroué). Il est difficile de déterminer si le « Doux » dans ce nom fait référence à la famille ou à un titre militaire. Il est également impossible de déterminer s'il existait ou non un lien entre cette famille et le groupe précédent.
Quoi qu’il en soit, ces Doukas furent impliqués dans la rébellion de Bardas Sklèros contre l'empereur Basile II en 976-979. Toutefois, les fils reçurent éventuellement le pardon impérial et purent reprendre leur carrière. On retrouve Bardas Mongos, l'enroué à la tête d'une expédition militaire contre les Khazars en 1017,,.

## La dynastie des Doukas
Le deuxième groupe de Doukas mentionné dans les sources est représenté par l'empereur Constantin X Doukas et le césar Jean Doukas, les fils d'Andronic Doukas, ainsi que par leurs descendants directs. Ici encore, les liens avec les Doukas du siècle précédent ne sont pas évidents. Michel Psellos qui était un grand ami de la famille de même que Nicolas Kalliklès affirment qu'ils étaient bien reliés, mais Zonaras parle plutôt de filiation matrilinéaire,,.

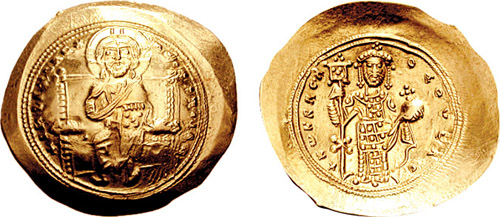
Histamenon d'or de Constantin X Doukas.

À l'extinction de la dynastie macédonienne, l'avènement d'Isaac Comnène marqua le début d'une rivalité intense entre le gouvernement civil du Palais, installé au pouvoir jusqu'alors, et la hiérarchie militaire que favorisaient les Comnène. Le court règne d'un peu plus de deux ans suffit à rendre Isaac extrêmement impopulaire, si bien que peu de temps avant sa mort, son frère Jean ayant refusé le trône, l'empereur désigna son ministre et principal conseiller, Constantin Doukas, comme son successeur. Le règne de Constantin (25 décembre 1059 au 21 mai 1067) vit le retour au pouvoir de l'aristocratie urbaine, de la bureaucratie et des rhéteurs, la famille appartenant à l'aristocratie urbaine et vivant des rentes que lui rapportaient ses immenses domaines de Paphlagonie. Aussi charmant que faible de caractère, Constantin X s'appuya pour gouverner sur son frère, le césar Jean Doukas, sur l'écrivain Psellos et sur son épouse Eudoxie Makrembolitissa,.
Lorsque Constantin mourut son fils Michel VII Doukas (24 octobre 1071-24 mars 1078) était encore trop jeune pour régner. Malgré la promesse qu'elle avait faite à son mari, la régente Eudoxie s'empressa d'épouser un général qui avait déjà comploté pour s'emparer du pouvoir, Romain IV Diogène. Détenteur du pouvoir effectif, celui-ci régna en maître jusqu'à sa défaite aux mains des Turcs à la bataille de Mantzikert en 1071. Eudoxie dut rappeler d'exil le césar Jean Doukas qui, voulant éviter un retour éventuel de Romain Diogène toujours prisonnier des Turcs, fit proclamer son neveu Michel basileus et força Eudoxie à se retirer dans un monastère. Effectivement, Romain Diogène tenta un retour à Constantinople, mais fut arrêté par Constantin Doukas, deuxième fils du césar Jean Doukas à Amasée du Pont. Les efforts de conciliation entrepris par Michel n'eurent aucun résultat et Romain, réfugié à Adana, fut attaqué et vaincu par le général Andronic Doukas, fils aîné du césar Jean Doukas,,,.
Devenu seul maître, l'intellectuel Michel VII Doukas laissa ses conseillers diriger l'Empire sous le contrôle du césar Jean Doukas. Ce dernier fut toutefois écarté du pouvoir par l'un de ces conseillers, l'eunuque Niképhoritzès. Celui-ci profita de sa situation pour s'enrichir en faisant monter le prix du blé à tel point qu'en 1076, année marquée également par une épidémie de peste et de nouvelles invasions turques, une révolte générale des armées d'Europe et d'Asie se termina par l'abdication de Michel VII. Michel offrit à son frère Constantin de lui succéder, mais celui-ci refusa le trône et se rallia au général Nicéphore Botaniatès qui devint le nouveau basileus pendant que Michel était intronisé archevêque d'Éphèse,,.
La dynastie se terminait ainsi après seulement une vingtaine d'années au pouvoir. Toutefois, la famille avait profité de son passage sur le trône impérial pour s'allier à plusieurs autres familles en vue dont les Comnène, les Paléologue et les Pegonitai. De ces familles, les Comnène seront (rapidement) particulièrement importants puisque, après l'interlude Doukas, cette dynastie succédera à celle des Macédoniens. À l'occasion toutefois cette étroite association entre les Doukas et Comnène jouera en leur défaveur. C'est ainsi que certains membres de la famille Comnène ne pardonneront pas à Isaac Ier d'avoir abdiqué en faveur de Constantin Doukas. Ce fut le cas entre autres d'Anne Dalassène, femme de Jean Comnène (frère d’Isaac Ier) qui restera jusqu’à la fin de sa vie farouchement opposée aux Doukas. Elle s’alliera à Romain IV et lui demeurera fidèle même après qu’il eut été remplacé par les Doukas en 1071 ce qui lui vaudra d’être bannie avec ses fils.
Au contraire, le mariage entre Irène Doukaina et Alexis Comnène en 1077 profita aux deux familles. Ce mariage donna à Alexis Comnène préséance sur son frère aîné Isaac. Et c’est grâce à l’influence des Doukas que l’armée proclama Alexis héritier du trône, tout comme c’est grâce à celle du patriarche de Constantinople, un autre allié des Doukas, que Nicéphore III Botaniatès finit par abdiquer, évitant ainsi une guerre civile. Du reste, les Doukas n’abandonnèrent pas tout à fait leurs prétentions au trône. D’une part ils parvinrent à faire en sorte qu’Alexis Ier donne à Constantin Doukas, fils de Michel VII déposé, le rang de césar; d’autre part et malgré l’opposition des Comnène, ils réussirent à faire couronner Irène comme augusta même si ce ne fut pas le même jour mais près d'une semaine après le couronnement de son époux,.

## Le nom de Doukas dans d’autres familles

Le despotat d'Épire et le royaume de Thessalonique seront, après la division de l'Empire byzantin en 1204, régis par la famille dite des Comnène Doukas.

La descendance de Constantin X s’éteignit probablement avant 1100 et celle du césar Jean probablement vers le milieu du XIIe siècle.
En 1204, un membre de la maison Doukas, de filiation inconnue nommé Alexis Doukas, prend le pouvoir en renversant les empereurs Isaac II, Alexis IV et Nicolas Kanabos mais ne règne pas trois mois avant qu'il ne soit chassé par les croisés. C'est la dernière fois qu'un membre de cette dynastie règne sur Constantinople.
À cette époque se répandit la coutume dans des maisons illustres et moins illustres d’adopter en deuxième ou troisième position le nom de familles célèbres soit pour rehausser leur propre nom, soit en hommage à ces personnages fameux.
C’est ainsi, par exemple, qu’après le démantèlement de l’Empire en 1204, un fils illégitime de Jean Doukas et petit-fils d’Alexis Ier Comnène et d’Irène Doukaina, adopta le nom de Michel Ange Comnène Doukas, s’installa à Arta et fonda ce qui devait devenir le despotat d’Épire. Son demi-frère, Théodore Doukas, qui lui succéda en 1215, étendit ses possessions vers l’est et s’empara de Thessalonique en 1224. Il se fit alors couronner empereur par le métropolite d’Ohrid, défiant ainsi l’empereur de Nicée, Jean III Doukas Vatatzès, qui revendiquait également la succession légitime des empereurs de Constantinople. En 1241, Jean III Vatatzès imposa à Jean Doukas, fils de Théodore Doukas, de renoncer à ses prétentions impériales et lui conféra le titre de despote avec lequel la famille continuera avec des fortunes diverses à régner sur l’Épire et la Thessalie, tentant, en s’alliant tantôt avec l’un, tantôt avec l’autre, de maintenir l’indépendance de ses territoires face à Byzance et aux puissances latines établies dans la région.
C’est ainsi que dans le conflit qui opposa Byzance et Charles d’Anjou, le sébastocrator Jean Doukas (1267-1289) s’allia avec Charles d’Anjou, héritier de Guillaume de Villehardouin, contre les troupes de Michel VIII, empereur de Nicée qui avait reconquis Constantinople. Il en fut de même du despote Nicéphore Doukas qui reprit Bouthrot aux Byzantins pour le livrer à Charles d’Anjou dont il se proclama le vassal. Pendant quelques années, l’Épire et la Thessalie s’opposèrent lorsque Nicéphore Doukas livra à Byzance le fils du sébastocrator, Michel.
À la mort de Nicéphore en 1296, le despotat revint à Thomas sous la régence de sa mère Anne Paléologue qui favorisait naturellement Byzance. Après de nouvelles guerres contre Philippe de Tarente qui avait épousé la fille de Nicéphore et revendiquait la juridiction sur tous les domaines revendiqués par les Angevins en Grèce, Thomas épousa en 1307 la fille de Michel IX, tandis que le sébastocrator de Thessalie, Jean II, épousait une fille illégitime d’Andronic II. Les deux territoires devaient donc, en théorie, être réunis à l’Empire. Cette famille des Doukas devait de toute façon s’éteindre puisque et Thomas et Jean II moururent sans descendance, le premier en 1313, le deuxième en 1318.

### Note
- (en) Cet article est partiellement ou en totalité issu de l’article de Wikipédia en anglais intitulé « Doukas » (voir la liste des auteurs).

## Généalogie
|                                           |                                           |                                           |                                           |                                           |                                           |                                       |                                       |                                       |                                       |                                |                                |                                        |                                  |                                  |                                  | Andronic Doukas tourm. Armén. (792)        |                                            |                                            |                                            |                                            |                                            |                                   |                                   |                                                |                                                |                                                |                                                |                                                |                                                |                      |                      |                                   |                                   |                                   |                                   |                                   |                                   |  |  |  |  |  |  |  |  |  |  |  |  |  |  |  |  |  |  |  |  |  |  |  |  |  |  |  |  |  |  |  |  |
|                                           |                                           |                                           |                                           |                                           |                                           |                                       |                                       |                                       |                                       |                                |                                |                                        |                                  |                                  |                                  |                                            |                                            |                                            |                                            |                                            |                                            |                                   |                                   |                                                |                                                |                                                |                                                |                                                |                                                |                      |                      |                                   |                                   |                                   |                                   |                                   |                                   |  |  |  |  |  |  |  |  |  |  |  |  |  |  |  |  |  |  |  |  |  |  |  |  |  |  |  |  |  |  |  |  |
|                                           |                                           |                                           |                                           |                                           |                                           |                                       |                                       | Théophile empereur (813 † 842)        | Théophile empereur (813 † 842)        | Théophile empereur (813 † 842) | Théophile empereur (813 † 842) | Théophile empereur (813 † 842)         | Théophile empereur (813 † 842)   |                                  |                                  | N Doukas                                   | N Doukas                                   | N Doukas                                   | N Doukas                                   | N Doukas                                   | N Doukas                                   |                                   |                                   |                                                |                                                |                                                |                                                |                                                |                                                |                      |                      |                                   |                                   |                                   |                                   |                                   |                                   |  |  |  |  |  |  |  |  |  |  |  |  |  |  |  |  |  |  |  |  |  |  |  |  |  |  |  |  |  |  |  |  |
|                                           |                                           |                                           |                                           |                                           |                                           |                                       |                                       | Théophile empereur (813 † 842)        | Théophile empereur (813 † 842)        | Théophile empereur (813 † 842) | Théophile empereur (813 † 842) | Théophile empereur (813 † 842)         | Théophile empereur (813 † 842)   |                                  |                                  | N Doukas                                   | N Doukas                                   | N Doukas                                   | N Doukas                                   | N Doukas                                   | N Doukas                                   |                                   |                                   |                                                |                                                |                                                |                                                |                                                |                                                |                      |                      |                                   |                                   |                                   |                                   |                                   |                                   |  |  |  |  |  |  |  |  |  |  |  |  |  |  |  |  |  |  |  |  |  |  |  |  |  |  |  |  |  |  |  |  |
| Alexis Mousélé magistros, césar (836-838) | Alexis Mousélé magistros, césar (836-838) | Alexis Mousélé magistros, césar (836-838) | Alexis Mousélé magistros, césar (836-838) | Alexis Mousélé magistros, césar (836-838) | Alexis Mousélé magistros, césar (836-838) |                                       |                                       | Maria († 838)                         | Maria († 838)                         | Maria († 838)                  | Maria († 838)                  | Maria († 838)                          | Maria († 838)                    |                                  |                                  | Andronic Doukas Général (855)              | Andronic Doukas Général (855)              | Andronic Doukas Général (855)              | Andronic Doukas Général (855)              | Andronic Doukas Général (855)              | Andronic Doukas Général (855)              |                                   |                                   |                                                |                                                |                                                |                                                |                                                |                                                |                      |                      |                                   |                                   |                                   |                                   |                                   |                                   |  |  |  |  |  |  |  |  |  |  |  |  |  |  |  |  |  |  |  |  |  |  |  |  |  |  |  |  |  |  |  |  |
| Alexis Mousélé magistros, césar (836-838) | Alexis Mousélé magistros, césar (836-838) | Alexis Mousélé magistros, césar (836-838) | Alexis Mousélé magistros, césar (836-838) | Alexis Mousélé magistros, césar (836-838) | Alexis Mousélé magistros, césar (836-838) |                                       |                                       | Maria († 838)                         | Maria († 838)                         | Maria († 838)                  | Maria († 838)                  | Maria († 838)                          | Maria († 838)                    |                                  |                                  | Andronic Doukas Général (855)              | Andronic Doukas Général (855)              | Andronic Doukas Général (855)              | Andronic Doukas Général (855)              | Andronic Doukas Général (855)              | Andronic Doukas Général (855)              |                                   |                                   |                                                |                                                |                                                |                                                |                                                |                                                |                      |                      |                                   |                                   |                                   |                                   |                                   |                                   |  |  |  |  |  |  |  |  |  |  |  |  |  |  |  |  |  |  |  |  |  |  |  |  |  |  |  |  |  |  |  |  |
|                                           |                                           |                                           |                                           |                                           |                                           |                                       |                                       |                                       |                                       |                                |                                |                                        |                                  |                                  |                                  |                                            |                                            |                                            |                                            |                                            |                                            |                                   |                                   |                                                |                                                |                                                |                                                |                                                |                                                |                      |                      |                                   |                                   |                                   |                                   |                                   |                                   |  |  |  |  |  |  |  |  |  |  |  |  |  |  |  |  |  |  |  |  |  |  |  |  |  |  |  |  |  |  |  |  |
|                                           |                                           |                                           |                                           | Maria (ca.838 † 855) "fille de césar"     | Maria (ca.838 † 855) "fille de césar"     | Maria (ca.838 † 855) "fille de césar" | Maria (ca.838 † 855) "fille de césar" | Maria (ca.838 † 855) "fille de césar" | Maria (ca.838 † 855) "fille de césar" |                                |                                |                                        |                                  |                                  |                                  | N Doukas                                   | N Doukas                                   | N Doukas                                   | N Doukas                                   | N Doukas                                   | N Doukas                                   |                                   |                                   |                                                |                                                |                                                |                                                |                                                |                                                |                      |                      |                                   |                                   |                                   |                                   |                                   |                                   |  |  |  |  |  |  |  |  |  |  |  |  |  |  |  |  |  |  |  |  |  |  |  |  |  |  |  |  |  |  |  |  |
|                                           |                                           |                                           |                                           | Maria (ca.838 † 855) "fille de césar"     | Maria (ca.838 † 855) "fille de césar"     | Maria (ca.838 † 855) "fille de césar" | Maria (ca.838 † 855) "fille de césar" | Maria (ca.838 † 855) "fille de césar" | Maria (ca.838 † 855) "fille de césar" |                                |                                |                                        |                                  |                                  |                                  | N Doukas                                   | N Doukas                                   | N Doukas                                   | N Doukas                                   | N Doukas                                   | N Doukas                                   |                                   |                                   |                                                |                                                |                                                |                                                |                                                |                                                |                      |                      |                                   |                                   |                                   |                                   |                                   |                                   |  |  |  |  |  |  |  |  |  |  |  |  |  |  |  |  |  |  |  |  |  |  |  |  |  |  |  |  |  |  |  |  |
|                                           |                                           |                                           |                                           |                                           |                                           |                                       |                                       |                                       |                                       |                                |                                |                                        |                                  |                                  |                                  |                                            |                                            |                                            |                                            |                                            |                                            |                                   |                                   |                                                |                                                |                                                |                                                |                                                |                                                |                      |                      |                                   |                                   |                                   |                                   |                                   |                                   |  |  |  |  |  |  |  |  |  |  |  |  |  |  |  |  |  |  |  |  |  |  |  |  |  |  |  |  |  |  |  |  |
|                                           |                                           |                                           |                                           |                                           |                                           |                                       |                                       |                                       |                                       |                                |                                | Andronic Doukas dom. des scholes (903) |                                  |                                  |                                  |                                            |                                            |                                            |                                            |                                            |                                            |                                   |                                   |                                                |                                                |                                                |                                                |                                                |                                                |                      |                      |                                   |                                   |                                   |                                   |                                   |                                   |  |  |  |  |  |  |  |  |  |  |  |  |  |  |  |  |  |  |  |  |  |  |  |  |  |  |  |  |  |  |  |  |
|                                           |                                           |                                           |                                           |                                           |                                           |                                       |                                       |                                       |                                       |                                |                                |                                        |                                  |                                  |                                  |                                            |                                            |                                            |                                            |                                            |                                            |                                   |                                   |                                                |                                                |                                                |                                                |                                                |                                                |                      |                      |                                   |                                   |                                   |                                   |                                   |                                   |  |  |  |  |  |  |  |  |  |  |  |  |  |  |  |  |  |  |  |  |  |  |  |  |  |  |  |  |  |  |  |  |
|                                           |                                           |                                           |                                           |                                           |                                           |                                       |                                       |                                       |                                       |                                |                                |                                        |                                  |                                  |                                  |                                            |                                            |                                            |                                            |                                            |                                            |                                   |                                   |                                                |                                                |                                                |                                                |                                                |                                                |                      |                      |                                   |                                   |                                   |                                   |                                   |                                   |  |  |  |  |  |  |  |  |  |  |  |  |  |  |  |  |  |  |  |  |  |  |  |  |  |  |  |  |  |  |  |  |
| N Doukas                                  | N Doukas                                  | N Doukas                                  | N Doukas                                  | N Doukas                                  | N Doukas                                  |                                       |                                       |                                       |                                       |                                |                                |                                        |                                  |                                  |                                  | Constantin Doukas dom. des scholes († 913) | Constantin Doukas dom. des scholes († 913) | Constantin Doukas dom. des scholes († 913) | Constantin Doukas dom. des scholes († 913) | Constantin Doukas dom. des scholes († 913) | Constantin Doukas dom. des scholes († 913) |                                   |                                   |                                                |                                                |                                                |                                                |                                                |                                                |                      |                      |                                   |                                   |                                   |                                   |                                   |                                   |  |  |  |  |  |  |  |  |  |  |  |  |  |  |  |  |  |  |  |  |  |  |  |  |  |  |  |  |  |  |  |  |
| N Doukas                                  | N Doukas                                  | N Doukas                                  | N Doukas                                  | N Doukas                                  | N Doukas                                  |                                       |                                       |                                       |                                       |                                |                                |                                        |                                  |                                  |                                  | Constantin Doukas dom. des scholes († 913) | Constantin Doukas dom. des scholes († 913) | Constantin Doukas dom. des scholes († 913) | Constantin Doukas dom. des scholes († 913) | Constantin Doukas dom. des scholes († 913) | Constantin Doukas dom. des scholes († 913) |                                   |                                   |                                                |                                                |                                                |                                                |                                                |                                                |                      |                      |                                   |                                   |                                   |                                   |                                   |                                   |  |  |  |  |  |  |  |  |  |  |  |  |  |  |  |  |  |  |  |  |  |  |  |  |  |  |  |  |  |  |  |  |
|                                           |                                           |                                           |                                           |                                           |                                           |                                       |                                       |                                       |                                       |                                |                                |                                        |                                  |                                  |                                  |                                            |                                            |                                            |                                            |                                            |                                            |                                   |                                   |                                                |                                                |                                                |                                                |                                                |                                                |                      |                      |                                   |                                   |                                   |                                   |                                   |                                   |  |  |  |  |  |  |  |  |  |  |  |  |  |  |  |  |  |  |  |  |  |  |  |  |  |  |  |  |  |  |  |  |
| Michael Doukas                            | Michael Doukas                            | Michael Doukas                            | Michael Doukas                            | Michael Doukas                            | Michael Doukas                            |                                       |                                       | Gregoras Doukas                       | Gregoras Doukas                       | Gregoras Doukas                | Gregoras Doukas                | Gregoras Doukas                        | Gregoras Doukas                  |                                  |                                  | Étienne Doukas                             | Étienne Doukas                             | Étienne Doukas                             | Étienne Doukas                             | Étienne Doukas                             | Étienne Doukas                             |                                   |                                   | Ne Doukas                                      | Ne Doukas                                      | Ne Doukas                                      | Ne Doukas                                      | Ne Doukas                                      | Ne Doukas                                      |                      |                      | Jean Lydos                        | Jean Lydos                        | Jean Lydos                        | Jean Lydos                        | Jean Lydos                        | Jean Lydos                        |  |  |  |  |  |  |  |  |  |  |  |  |  |  |  |  |  |  |  |  |  |  |  |  |  |  |  |  |  |  |  |  |
| Michael Doukas                            | Michael Doukas                            | Michael Doukas                            | Michael Doukas                            | Michael Doukas                            | Michael Doukas                            |                                       |                                       | Gregoras Doukas                       | Gregoras Doukas                       | Gregoras Doukas                | Gregoras Doukas                | Gregoras Doukas                        | Gregoras Doukas                  |                                  |                                  | Étienne Doukas                             | Étienne Doukas                             | Étienne Doukas                             | Étienne Doukas                             | Étienne Doukas                             | Étienne Doukas                             |                                   |                                   | Ne Doukas                                      | Ne Doukas                                      | Ne Doukas                                      | Ne Doukas                                      | Ne Doukas                                      | Ne Doukas                                      |                      |                      | Jean Lydos                        | Jean Lydos                        | Jean Lydos                        | Jean Lydos                        | Jean Lydos                        | Jean Lydos                        |  |  |  |  |  |  |  |  |  |  |  |  |  |  |  |  |  |  |  |  |  |  |  |  |  |  |  |  |  |  |  |  |
|                                           |                                           |                                           |                                           |                                           |                                           |                                       |                                       |                                       |                                       |                                |                                |                                        |                                  |                                  |                                  |                                            |                                            |                                            |                                            |                                            |                                            |                                   |                                   |                                                |                                                |                                                |                                                |                                                |                                                |                      |                      |                                   |                                   |                                   |                                   |                                   |                                   |  |  |  |  |  |  |  |  |  |  |  |  |  |  |  |  |  |  |  |  |  |  |  |  |  |  |  |  |  |  |  |  |
|                                           |                                           |                                           |                                           |                                           |                                           |                                       |                                       |                                       |                                       |                                |                                |                                        |                                  |                                  |                                  |                                            |                                            |                                            |                                            |                                            |                                            |                                   |                                   |                                                |                                                |                                                |                                                | Andronic Doukas Lydos général (976)            |                                                |                      |                      |                                   |                                   |                                   |                                   |                                   |                                   |  |  |  |  |  |  |  |  |  |  |  |  |  |  |  |  |  |  |  |  |  |  |  |  |  |  |  |  |  |  |  |  |
|                                           |                                           |                                           |                                           |                                           |                                           |                                       |                                       |                                       |                                       |                                |                                |                                        |                                  |                                  |                                  |                                            |                                            |                                            |                                            |                                            |                                            |                                   |                                   |                                                |                                                |                                                |                                                |                                                |                                                |                      |                      |                                   |                                   |                                   |                                   |                                   |                                   |  |  |  |  |  |  |  |  |  |  |  |  |  |  |  |  |  |  |  |  |  |  |  |  |  |  |  |  |  |  |  |  |
|                                           |                                           |                                           |                                           |                                           |                                           |                                       |                                       |                                       |                                       |                                |                                |                                        |                                  |                                  |                                  |                                            |                                            |                                            |                                            |                                            |                                            |                                   |                                   |                                                |                                                |                                                |                                                |                                                |                                                |                      |                      |                                   |                                   |                                   |                                   |                                   |                                   |  |  |  |  |  |  |  |  |  |  |  |  |  |  |  |  |  |  |  |  |  |  |  |  |  |  |  |  |  |  |  |  |
|                                           |                                           |                                           |                                           |                                           |                                           |                                       |                                       |                                       |                                       |                                |                                |                                        |                                  |                                  |                                  |                                            |                                            |                                            |                                            |                                            |                                            |                                   |                                   | Christophe Doukas général (976)                | Christophe Doukas général (976)                | Christophe Doukas général (976)                | Christophe Doukas général (976)                | Christophe Doukas général (976)                | Christophe Doukas général (976)                |                      |                      | Bardas Doukas général (976-1016)  | Bardas Doukas général (976-1016)  | Bardas Doukas général (976-1016)  | Bardas Doukas général (976-1016)  | Bardas Doukas général (976-1016)  | Bardas Doukas général (976-1016)  |  |  |  |  |  |  |  |  |  |  |  |  |  |  |  |  |  |  |  |  |  |  |  |  |  |  |  |  |  |  |  |  |
|                                           |                                           |                                           |                                           |                                           |                                           |                                       |                                       |                                       |                                       |                                |                                |                                        |                                  |                                  |                                  |                                            |                                            |                                            |                                            |                                            |                                            |                                   |                                   | Christophe Doukas général (976)                | Christophe Doukas général (976)                | Christophe Doukas général (976)                | Christophe Doukas général (976)                | Christophe Doukas général (976)                | Christophe Doukas général (976)                |                      |                      | Bardas Doukas général (976-1016)  | Bardas Doukas général (976-1016)  | Bardas Doukas général (976-1016)  | Bardas Doukas général (976-1016)  | Bardas Doukas général (976-1016)  | Bardas Doukas général (976-1016)  |  |  |  |  |  |  |  |  |  |  |  |  |  |  |  |  |  |  |  |  |  |  |  |  |  |  |  |  |  |  |  |  |
|                                           |                                           |                                           |                                           |                                           |                                           |                                       |                                       |                                       |                                       |                                |                                |                                        |                                  |                                  |                                  |                                            |                                            |                                            |                                            |                                            |                                            |                                   |                                   |                                                |                                                |                                                |                                                |                                                |                                                |                      |                      |                                   |                                   |                                   |                                   |                                   |                                   |  |  |  |  |  |  |  |  |  |  |  |  |  |  |  |  |  |  |  |  |  |  |  |  |  |  |  |  |  |  |  |  |
|                                           |                                           |                                           |                                           |                                           |                                           |                                       |                                       |                                       |                                       |                                |                                |                                        |                                  |                                  |                                  |                                            |                                            |                                            |                                            |                                            |                                            |                                   |                                   |                                                |                                                |                                                |                                                | Andronic Doukas stratège (c.1010)              |                                                |                      |                      |                                   |                                   |                                   |                                   |                                   |                                   |  |  |  |  |  |  |  |  |  |  |  |  |  |  |  |  |  |  |  |  |  |  |  |  |  |  |  |  |  |  |  |  |
|                                           |                                           |                                           |                                           |                                           |                                           |                                       |                                       |                                       |                                       |                                |                                |                                        |                                  |                                  |                                  |                                            |                                            |                                            |                                            |                                            |                                            |                                   |                                   |                                                |                                                |                                                |                                                |                                                |                                                |                      |                      |                                   |                                   |                                   |                                   |                                   |                                   |  |  |  |  |  |  |  |  |  |  |  |  |  |  |  |  |  |  |  |  |  |  |  |  |  |  |  |  |  |  |  |  |
|                                           |                                           |                                           |                                           |                                           |                                           |                                       |                                       |                                       |                                       |                                |                                |                                        |                                  |                                  |                                  |                                            |                                            |                                            |                                            |                                            |                                            |                                   |                                   |                                                |                                                |                                                |                                                |                                                |                                                |                      |                      |                                   |                                   |                                   |                                   |                                   |                                   |  |  |  |  |  |  |  |  |  |  |  |  |  |  |  |  |  |  |  |  |  |  |  |  |  |  |  |  |  |  |  |  |
|                                           |                                           |                                           |                                           |                                           |                                           |                                       |                                       | Constantin X empereur († 1067)        | Constantin X empereur († 1067)        | Constantin X empereur († 1067) | Constantin X empereur († 1067) | Constantin X empereur († 1067)         | Constantin X empereur († 1067)   |                                  |                                  |                                            |                                            |                                            |                                            |                                            |                                            |                                   |                                   |                                                |                                                |                                                |                                                | Jean Doukas († 1088)                           | Jean Doukas († 1088)                           | Jean Doukas († 1088) | Jean Doukas († 1088) | Jean Doukas († 1088)              | Jean Doukas († 1088)              |                                   |                                   |                                   |                                   |  |  |  |  |  |  |  |  |  |  |  |  |  |  |  |  |  |  |  |  |  |  |  |  |  |  |  |  |  |  |  |  |
|                                           |                                           |                                           |                                           |                                           |                                           |                                       |                                       | Constantin X empereur († 1067)        | Constantin X empereur († 1067)        | Constantin X empereur († 1067) | Constantin X empereur († 1067) | Constantin X empereur († 1067)         | Constantin X empereur († 1067)   |                                  |                                  |                                            |                                            |                                            |                                            |                                            |                                            |                                   |                                   |                                                |                                                |                                                |                                                | Jean Doukas († 1088)                           | Jean Doukas († 1088)                           | Jean Doukas († 1088) | Jean Doukas († 1088) | Jean Doukas († 1088)              | Jean Doukas († 1088)              |                                   |                                   |                                   |                                   |  |  |  |  |  |  |  |  |  |  |  |  |  |  |  |  |  |  |  |  |  |  |  |  |  |  |  |  |  |  |  |  |
|                                           |                                           |                                           |                                           |                                           |                                           |                                       |                                       |                                       |                                       |                                |                                |                                        |                                  |                                  |                                  |                                            |                                            |                                            |                                            |                                            |                                            |                                   |                                   |                                                |                                                |                                                |                                                |                                                |                                                |                      |                      |                                   |                                   |                                   |                                   |                                   |                                   |  |  |  |  |  |  |  |  |  |  |  |  |  |  |  |  |  |  |  |  |  |  |  |  |  |  |  |  |  |  |  |  |
| Michel VII Doukas empereur († 1090)       | Michel VII Doukas empereur († 1090)       | Michel VII Doukas empereur († 1090)       | Michel VII Doukas empereur († 1090)       | Michel VII Doukas empereur († 1090)       | Michel VII Doukas empereur († 1090)       |                                       |                                       | Andronic Doukas césar                 | Andronic Doukas césar                 | Andronic Doukas césar          | Andronic Doukas césar          | Andronic Doukas césar                  | Andronic Doukas césar            |                                  |                                  | Constantin Doukas césar († 1081)           | Constantin Doukas césar († 1081)           | Constantin Doukas césar († 1081)           | Constantin Doukas césar († 1081)           | Constantin Doukas césar († 1081)           | Constantin Doukas césar († 1081)           |                                   |                                   | Andronic Doukas dom. des scholes amiral (1073) | Andronic Doukas dom. des scholes amiral (1073) | Andronic Doukas dom. des scholes amiral (1073) | Andronic Doukas dom. des scholes amiral (1073) | Andronic Doukas dom. des scholes amiral (1073) | Andronic Doukas dom. des scholes amiral (1073) |                      |                      | Constantin                        | Constantin                        | Constantin                        | Constantin                        | Constantin                        | Constantin                        |  |  |  |  |  |  |  |  |  |  |  |  |  |  |  |  |  |  |  |  |  |  |  |  |  |  |  |  |  |  |  |  |
| Michel VII Doukas empereur († 1090)       | Michel VII Doukas empereur († 1090)       | Michel VII Doukas empereur († 1090)       | Michel VII Doukas empereur († 1090)       | Michel VII Doukas empereur († 1090)       | Michel VII Doukas empereur († 1090)       |                                       |                                       | Andronic Doukas césar                 | Andronic Doukas césar                 | Andronic Doukas césar          | Andronic Doukas césar          | Andronic Doukas césar                  | Andronic Doukas césar            |                                  |                                  | Constantin Doukas césar († 1081)           | Constantin Doukas césar († 1081)           | Constantin Doukas césar († 1081)           | Constantin Doukas césar († 1081)           | Constantin Doukas césar († 1081)           | Constantin Doukas césar († 1081)           |                                   |                                   | Andronic Doukas dom. des scholes amiral (1073) | Andronic Doukas dom. des scholes amiral (1073) | Andronic Doukas dom. des scholes amiral (1073) | Andronic Doukas dom. des scholes amiral (1073) | Andronic Doukas dom. des scholes amiral (1073) | Andronic Doukas dom. des scholes amiral (1073) |                      |                      | Constantin                        | Constantin                        | Constantin                        | Constantin                        | Constantin                        | Constantin                        |  |  |  |  |  |  |  |  |  |  |  |  |  |  |  |  |  |  |  |  |  |  |  |  |  |  |  |  |  |  |  |  |
|                                           |                                           |                                           |                                           |                                           |                                           |                                       |                                       |                                       |                                       |                                |                                |                                        |                                  |                                  |                                  |                                            |                                            |                                            |                                            |                                            |                                            |                                   |                                   |                                                |                                                |                                                |                                                |                                                |                                                |                      |                      |                                   |                                   |                                   |                                   |                                   |                                   |  |  |  |  |  |  |  |  |  |  |  |  |  |  |  |  |  |  |  |  |  |  |  |  |  |  |  |  |  |  |  |  |
| Constantin Doukas († 1087)                | Constantin Doukas († 1087)                | Constantin Doukas († 1087)                | Constantin Doukas († 1087)                | Constantin Doukas († 1087)                | Constantin Doukas († 1087)                |                                       |                                       |                                       |                                       |                                |                                |                                        |                                  |                                  |                                  | Michel Doukas († 1108-18)                  | Michel Doukas († 1108-18)                  | Michel Doukas († 1108-18)                  | Michel Doukas († 1108-18)                  | Michel Doukas († 1108-18)                  | Michel Doukas († 1108-18)                  |                                   |                                   | Jean Doukas mégaduc (1064 † <1137)             | Jean Doukas mégaduc (1064 † <1137)             | Jean Doukas mégaduc (1064 † <1137)             | Jean Doukas mégaduc (1064 † <1137)             | Jean Doukas mégaduc (1064 † <1137)             | Jean Doukas mégaduc (1064 † <1137)             |                      |                      | Irène Doukas x Alexis Ier Comnène | Irène Doukas x Alexis Ier Comnène | Irène Doukas x Alexis Ier Comnène | Irène Doukas x Alexis Ier Comnène | Irène Doukas x Alexis Ier Comnène | Irène Doukas x Alexis Ier Comnène |  |  |  |  |  |  |  |  |  |  |  |  |  |  |  |  |  |  |  |  |  |  |  |  |  |  |  |  |  |  |  |  |
| Constantin Doukas († 1087)                | Constantin Doukas († 1087)                | Constantin Doukas († 1087)                | Constantin Doukas († 1087)                | Constantin Doukas († 1087)                | Constantin Doukas († 1087)                |                                       |                                       |                                       |                                       |                                |                                |                                        |                                  |                                  |                                  | Michel Doukas († 1108-18)                  | Michel Doukas († 1108-18)                  | Michel Doukas († 1108-18)                  | Michel Doukas († 1108-18)                  | Michel Doukas († 1108-18)                  | Michel Doukas († 1108-18)                  |                                   |                                   | Jean Doukas mégaduc (1064 † <1137)             | Jean Doukas mégaduc (1064 † <1137)             | Jean Doukas mégaduc (1064 † <1137)             | Jean Doukas mégaduc (1064 † <1137)             | Jean Doukas mégaduc (1064 † <1137)             | Jean Doukas mégaduc (1064 † <1137)             |                      |                      | Irène Doukas x Alexis Ier Comnène | Irène Doukas x Alexis Ier Comnène | Irène Doukas x Alexis Ier Comnène | Irène Doukas x Alexis Ier Comnène | Irène Doukas x Alexis Ier Comnène | Irène Doukas x Alexis Ier Comnène |  |  |  |  |  |  |  |  |  |  |  |  |  |  |  |  |  |  |  |  |  |  |  |  |  |  |  |  |  |  |  |  |
|                                           |                                           |                                           |                                           |                                           |                                           |                                       |                                       |                                       |                                       |                                |                                |                                        |                                  |                                  |                                  |                                            |                                            |                                            |                                            |                                            |                                            |                                   |                                   |                                                |                                                |                                                |                                                |                                                |                                                |                      |                      |                                   |                                   |                                   |                                   |                                   |                                   |  |  |  |  |  |  |  |  |  |  |  |  |  |  |  |  |  |  |  |  |  |  |  |  |  |  |  |  |  |  |  |  |
|                                           |                                           |                                           |                                           |                                           |                                           |                                       |                                       |                                       |                                       |                                |                                | Constantin Doukas sébaste (1118)       | Constantin Doukas sébaste (1118) | Constantin Doukas sébaste (1118) | Constantin Doukas sébaste (1118) | Constantin Doukas sébaste (1118)           | Constantin Doukas sébaste (1118)           |                                            |                                            | Théodore Doukas prosébaste (1125)          | Théodore Doukas prosébaste (1125)          | Théodore Doukas prosébaste (1125) | Théodore Doukas prosébaste (1125) | Théodore Doukas prosébaste (1125)              | Théodore Doukas prosébaste (1125)              |                                                |                                                |                                                |                                                |                      |                      |                                   |                                   |                                   |                                   |                                   |                                   |  |  |  |  |  |  |  |  |  |  |  |  |  |  |  |  |  |  |  |  |  |  |  |  |  |  |  |  |  |  |  |  |

#### Sources primaires
Zonaras, Ioannes. Epitome historiarum. Lipase, 1868 [en ligne] http://openlibrary.org/books/OL7040945M/Ioannou_tou_Zonara_Epitome_historion (en grec).

#### Sources secondaires
- Bréhier, Louis (1946 et 1969). Vie et mort de Byzance. Coll. L’évolution de l’humanité. Paris, Albin Michel.
- Cheynet, Jean-Claude (1996) (in French), Pouvoir et contestations à Byzance (963–1210), Publications de la Sorbonne,  (ISBN 978-2-85944-168-5)
- John Julius Norwich: Histoire de Byzance  (trad. de l'anglais), Paris, Perrin, coll. « Tempus », 1999 (réimpr. 2002), 506 p. (ISBN 2-262-01890-1)
- (en) Alexander Kazhdan (dir.), Oxford Dictionary of Byzantium, New York et Oxford, Oxford University Press, 1991, 1re éd., 3 tom. (ISBN 978-0-19-504652-6 et 0-19-504652-8, LCCN 90023208).
- Laiou, Angeliki et Cécile Morrisson (2011). Le Monde byzantin, vol. 3, L’Empire grec et ses voisins, XIIIe au XVe siècles. Paris, Presses universitaires de France, coll. l’histoire et ses problèmes, 2011.  (ISBN 978-2-13-052008-5).
- Krsmanovic, Bojana (2003). "Doukas family". Encyclopedia of the Hellenic World - Asia Minor. Retrieved 25 August 2009.
- Polemis, Demetrios I. (1968), The Doukai: A Contribution to Byzantine Prosopography, London: Athlone Press.
- Rosser, John H. (2006), The A to Z of Byzantium. The Scarecrow Press, Lanham (Maryland.  (ISBN 978 0 8108 5591 5).
- Christian Settipani, Continuité des élites à Byzance durant les siècles obscurs. Les princes caucasiens et l'Empire du VIe au IXe siècle, Paris, de Boccard, 2006, 634 p. [détail des éditions] (ISBN 978-2-7018-0226-8), p. 81 et 155-8